# High Hopes (canción de Panic! at the Disco)
«High Hopes» es una canción de la banda estadounidense Panic! at the Disco, fue lanzada a través de Fueled by Ramen y DCD2  Records el 23 de mayo de 2018 como el segundo sencillo de su sexto álbum de estudio, Pray for the Wicked  (2018). Fue escrita y producida por Jake Sinclair y Jonas Jeberg, y coescrita por Brendon Urie, Jenny Owen Young, Lauren Pritchard, Sam Hollander, William Lobban-Alubia, Taylor Parks, e Ilsey Juber; con una producción adicional de Jonny Coffer. Fue enviada a la radio alternativa el 31 de julio de 2018, y a la Hot Adult Contemporary el 27 de agosto del mismo año, así como a la radio pop de los Estados Unidos el día siguiente. El vídeo musical fue estrenado en YouTube el 27 de agosto de 2018.
«High Hopes» alcanzó el puesto número cuatro en el Billboard Hot 100, convirtiéndose en la canción más importante de la banda en la lista, superando su sencillo de 2006, el hit top 10 «I Write Sins Not Tragedies». Es el segundo sencillo de Brendon Urie que más alto ha llegado en la lista, después del número dos «Me!» con Taylor Swift. Encabezó las listas en México y Polonia, y alcanzó el top 10 en Alemania, Australia, Bélgica, Canadá, Eslovaquia, Eslovenia, Finlandia, Hungría, Islandia, Israel, Letonia, Luxemburgo, Países Bajos, República Checa, Suecia y Suiza; así como los veinte primeros lugares en Dinamarca, Escocia, Francia, Grecia, Irlanda, Italia, Noruega, Nueva Zelanda, Portugal, Reino Unido y Singapur, convirtiéndose en su sencillo más exitoso mundialmente. También se convirtió en el primer sencillo del grupo en encabezar una de las listas Dance/Electronic de Billboard, alcanzando el número uno en su lista Dance/Mix Show Airplay en febrero de 2019.

## Lista de canciones
- Descarga digital – White Panda remix[7]

| N.º | Título                           | Duración |  |
| 1.  | «High Hopes» (White Panda Remix) | 2:56     |  |

- Descarga digital – Don Diablo remix[8]

| N.º | Título                          | Duración |  |
| 1.  | «High Hopes» (Don Diablo Remix) | 3:05     |  |

## Créditos y personal
| - [[]] – Escritor, batería, piano, voz principal, coros. - Jake Sinclair –Escritor, productor, guitarrara, coros, bajo. - Jenny Owen Youngs – escritor - Lauren Pritchard – escritor - Sam Hollander – escritor - William Lobban-Bean – escritor, programador - Jonas Jeberg – escritor, productor - Taylor Parks – escritor - Ilsey Juber – escritor, coros - Jonny Coffer – additional producer, programador - Kenneth Harris – guitarra, coros - Rouble Kapoor – ingeniero - Suzy Shinn – ingeniero, coros - Claudius Mittendorfer – mezclador - Rob Mathes – conductor, arreglador de cuernos - Bruce Dukov – violín - Katia Popov – violín - Charlie Bisharat – violín - Steve Erdody – Violonchelo | - Peter Hanson – violín - Peter Lale – viola - Thomas Bowes – violín - Caroline Dale – Violonchelo - Emlyn Singleton – violín - Tom Pigott-Smith – violín - Cathy Thompson – violín - Bruce White – viola - Julie Gigante – violín - Morgan Jones – saxofón - Warren Zielinski – violín - Rita Manning – violín - Maya Magub – violín - Brian Dembow – viola - Shawn Mann – viola - Tereza Stanislav – violín - Serena McKinney – violín - Robert Brophy – viola - Helen Nightengale – violín | - Jessica Guideri – violín - Eric Byers – Violonchelo - Zach Dellinger – viola - Tim Gill – Violonchelo - Jackie Hartley – violín - Lisa Liu – violín - Jonathan Bradley – trompeta - Jacob Braun – Violonchelo - Ryan Dragon – trombón - Mike Rocha – trompeta - Peter Slocombe – saxofón - Jason Fabus – saxofón - Emily Lazar – masterización - Amber Jones – masterización - Chris Allgood – masterización - Jason Moser – masterización - Rachel White – masterización - Sacha Bambadji – masterización |

## Posicionamiento en listas
| País              | Lista Certificadora         | Mejor posición |        |        |        |        |        |        |
| Europa            | Europa                      | Europa         | Europa | Europa | Europa | Europa | Europa | Europa |
| ----------------- | --------------------------- | -------------- | ------ | ------ | ------ | ------ | ------ | ------ |
| Portugal          | IFPI                        | 1              |        |        |        |        |        |        |
| España            | PROMUSICAE                  | 26             |        |        |        |        |        |        |
| España            | Radios Top 50               | 1              |        |        |        |        |        |        |
| España            | Los40 España                | 1              |        |        |        |        |        |        |
| Francia           | IFPI                        | 15             |        |        |        |        |        |        |
| Andorra           | PROMUSICAAND                | 1              |        |        |        |        |        |        |
| Bélgica           | Ultratop 40 (Wallonia)      | 1              |        |        |        |        |        |        |
| Bélgica           | Ultratop 40 (Flamenca)      | 4              |        |        |        |        |        |        |
| Alemania          | Germany Songs               | 5              |        |        |        |        |        |        |
| Suiza             | GfK Entertainment Charts    | 3              |        |        |        |        |        |        |
| República Checa   | Rádiós Top 100              | 1              |        |        |        |        |        |        |
| Reino Unido       | UK Singles Chart            | 1              |        |        |        |        |        |        |
| Asia              |                             |                |        |        |        |        |        |        |
| Japón             | Billboard Japan Hot 100     | - -            |        |        |        |        |        |        |
| Corea del Sur     | South Korean Hot 100        | - -            |        |        |        |        |        |        |
| Oceanía           |                             |                |        |        |        |        |        |        |
| Australia         | ARIA Singles Chart          | 7              |        |        |        |        |        |        |
| Nueva Zelanda     | NRZ Singles Chart           | 1              |        |        |        |        |        |        |
| América del Norte |                             |                |        |        |        |        |        |        |
| Canadá            | Billboard Canadian Hot 100  | 5              |        |        |        |        |        |        |
| Estados Unidos    | Billboard Hot 100           | 4              |        |        |        |        |        |        |
| Estados Unidos    | Billboard Radios Top 50     | 1              |        |        |        |        |        |        |
| México            | Monitor Latino MÉ           | 1              |        |        |        |        |        |        |
| América del Sur   |                             |                |        |        |        |        |        |        |
| Colombia          | Monitor Latino COL          | 3              |        |        |        |        |        |        |
| Perú              | Monitor Latino PE           | 5              |        |        |        |        |        |        |
| Chile             | Monitor Latino CH           | 6              |        |        |        |        |        |        |
| Uruguay           | Top 100! Uruguay            | 1              |        |        |        |        |        |        |
| Argentina         | Billboard Argentina Hot 100 | - -            |        |        |        |        |        |        |
| Argentina         | Monitor Latino AR           | 1              |        |        |        |        |        |        |